# ソウルガールズ
『ソウルガールズ』（英：The Sapphires）は2012年のオーストラリア映画である。

## 原作
60年代に実在したアボリジニのガールズグループ「ザ・サファイアズ」の業績を自由に脚色したトニー・ブリグズの舞台The Sapphires(2004年にメルボルンで初演)を原作としている。ブリグズの母であるローレン・ロビンソンはザ・サファイアズのメンバーであった。

## あらすじ
1960年代のオーストラリア。アボリジニの居住区に暮らすゲイル、シンシア、ジュリーの三姉妹はカントリー・ミュージックのグループを組んで歌唱コンテストに出場するが、先住民であるがゆえの差別を受け、歌の実力はあるのになかなかコンテストで勝利することができない。しかしながらそんな姉妹はふとしたきっかけから飲んだくれでソウルミュージックファンのアイルランド系マネージャー、デイヴと出会い、ソウルを歌うガール・グループ「ザ・サファイアズ」としてベトナムのアメリカ軍を慰問する仕事につくことになる。いとこで政府の同化政策によりアボリジニの家族から引き離されていたケイも加わり、四人はベトナムで成功をおさめるが、ベトナム戦争の現場で様々な危険にも遭遇する。デイヴとゲイルはいがみあいながらも互いに対して恋心を感じ始め、民族の壁を越えて結婚を決める。